# Centralny Zarząd Przemysłu Chłodniczego
Centralny Zarząd Przemysłu Chłodniczego – jednostka organizacyjna Ministerstwa Handlu Wewnętrznego, powołana w celu koordynowania, nadzorowania, kontrolowania oraz sprawowania ogólnego kierownictwa nad działalnością przedsiębiorstw państwowych.

## Powołanie Zarządu
Na podstawie zarządzenia Ministra Handlu Wewnętrznego z 1950 r. w sprawie utworzenia przedsiębiorstwa państwowego pod nazwą: „Centralny Zarząd Przemysłu Chłodniczego” ustanowiono Zarząd. Powołanie Zarządu pozostawało w ścisłym związku z dekretem z 1947 r, o tworzeniu przedsiębiorstw państwowych.
Nadzór państwowy nad Zarządem sprawował Minister Handlu Wewnętrznego.

## Powstanie Zarządu
Centralny Zarząd Przemysłu Chłodniczego utworzony został jako przedsiębiorstwo państwowe, prowadzone w ramach narodowych planów gospodarczych oraz według zasad rozrachunku gospodarczego.

## Przedmiot działalności Zarządu
Przedmiotem działalności było koordynowanie, nadzorowanie i kontrolowanie oraz ogólne kierownictwo działalności przedsiębiorstw państwowych.

## Rada Nadzoru Społecznego
Przy Zarządzie powołana była Rada Nadzoru Społecznego, której zakres działania, sposób powoływania i odwoływania jej członków, organizację i sposób wykonywania powierzonych czynności określiła rozporządzenie Rady Ministrów.
Rada Nadzoru Społecznego miała charakter niezależnego organu nadzorczego, kontrolnego oraz opiniodawczego, podlegającego w swej działalności nadzorowi Prezydium Krajowej Rady Narodowej.

## Kierowanie Zarządem
Zarząd prowadził i reprezentował dyrektor naczelny samodzielnie.
Dyrektor naczelny zarządzał Zarządem przy pomocy podległych mu trzech zastępców. Dyrektora naczelnego Zarządu i jego zastępców powoływał i zwalniał Minister Handlu Wewnętrznego.
Do ważności zobowiązań, zaciąganych przez Zarząd wymagane było współdziałanie:
- dyrektora naczelnego łącznie z zastępcą dyrektora lub pełnomocnikiem w granicach jego pełnomocnictwa,
- dwóch zastępców dyrektora naczelnego łącznie w powierzonym im zakresie pracy,
- zastępcy dyrektora naczelnego łącznie z pełnomocnikiem w granicach jego pełnomocnictwa,
- dwóch pełnomocników łącznie w granicach ich pełnomocnictw.

## Wykaz przedsiębiorstw nadzorowanych
- Chłodnia Składowa w Bytomiu – przedsiębiorstwo państwowe wyodrębnione z siedzibą w Bytomiu[1].
- Chłodnia Składowa w Krakowie – przedsiębiorstwo państwowe wyodrębnione z siedzibą w Krakowie.
- Chłodnia Składowa w Lublinie – przedsiębiorstwo państwowe wyodrębnione z siedzibą w Lublinie.
- Chłodnia Składowa we Wrocławiu – przedsiębiorstwo państwowe wyodrębnione z siedzibą we Wrocławiu.
- Chłodnia Składowa w Poznaniu – przedsiębiorstwo państwowe wyodrębnione z siedzibą w Poznaniu.
- Chłodnia Składowa w Gdyni – przedsiębiorstwo państwowe wyodrębnione z siedzibą w Gdyni.
- Chłodnia Składowa w Warszawie – przedsiębiorstwo państwowe wyodrębnione z siedzibą w Warszawie.
- Chłodnia Składowa w Łodzi – przedsiębiorstwo państwowe wyodrębnione z siedzibą w Łodzi.